# Buniel
Buniel ist ein Ort und eine Gemeinde (municipio) mit 612 Einwohnern (Stand: 2024) im Norden der Provinz Burgos in der Autonomen Gemeinschaft Kastilien und León.

## Lage und Klima
Der Ort Buniel liegt in der Kastilischen Hochebene (meseta) nahe der Mündung des Río Úrbel in den Río Arlanzón ca. 13 km (Fahrtstrecke) südwestlich der Provinzhauptstadt Burgos in einer Höhe von ca. 830 m. Das Klima ist gemäßigt bis warm; Regen (ca. 560 mm/Jahr) fällt übers Jahr verteilt.

## Bevölkerungsentwicklung
| Jahr      | 1857 | 1900 | 1950 | 2000 | 2018 |
| Einwohner | 543  | 500  | 399  | 188  | 543  |

Die Mechanisierung der Landwirtschaft und die Aufgabe bäuerlicher Kleinbetriebe haben seit den 1950er Jahren zu einem Mangel an Arbeitsplätzen und in der Folge zu einer Abwanderung eines Großteils der Bevölkerung in die Städte geführt (Landflucht). Wegen der Nähe zur Großstadt Burgos ist die Einwohnerzahl in den ersten Jahrzehnten des 21. Jahrhunderts wieder stark angewachsen.

## Wirtschaft
Die Region war jahrhundertelang nahezu ausschließlich zum Zweck der Selbstversorgung von der Landwirtschaft geprägt; große Bedeutung hatte auch die Viehzucht. Haltbare oder haltbar gemachte Lebensmittel wie Getreide, Käse, Wurst etc. konnten auf den Märkten in Burgos getauscht oder verkauft werden.

## Geschichte

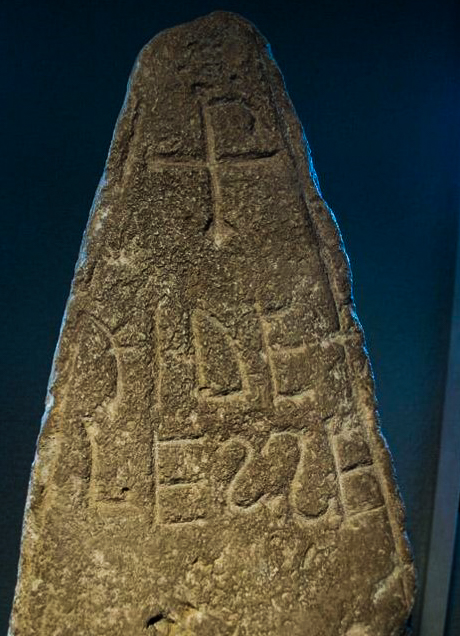
Buniel – Stele (4./5. Jh.; heute im Museo de Burgos)

Funde aus keltischer, westgotischer und selbst aus islamisch-maurischer Zeit wurden auf dem Gemeindegebiet bislang nicht gemacht. Allerdings wurde im Jahr 1912 eine pyramidale Stele mit einem Chrismon und lateinischen Schriftzeichen entdeckt, die in die spätrömische oder westgotische Zeit datiert wird; dazu passen zwei Fundstellen aus derselben Zeit, die beim Bau der AVE-Strecke im Jahr 2015 gemacht wurden. Ende des 9. Jahrhunderts wurde die Gegend von Diego Rodríguez Porcelos (reg. 873–885), dem zweiten Grafen Kastiliens und Gründer von Burgos zurückerobert (reconquista) und wiederbesiedelt (repoblación). Die erste urkundliche Erwähnung des Ortsnamens stammt aus dem Jahr 1058.

## Sehenswürdigkeiten
- Die dreischiffige Iglesia de Santa María la Mayor stammt aus der Zeit um 1500; aus Dokumenten geht jedoch hervor, dass mindestens ein Vorgängerbau existiert haben muss. Die Dreischiffigkeit weist auf eine gewisse Bedeutung der Kirche hin. Prunkstück der Kirche ist das vergoldete barocke Altarretabel (retablo) aus den 1660er Jahren in der Hauptapsis; weitere (einfache) Altäre kamen im Lauf der Zeit hinzu.[5]
- Am Ortsrand stehen noch einige gemauerte aber mit Erdsoden abgedeckte Keller (bodegas).[6]